# Bidental

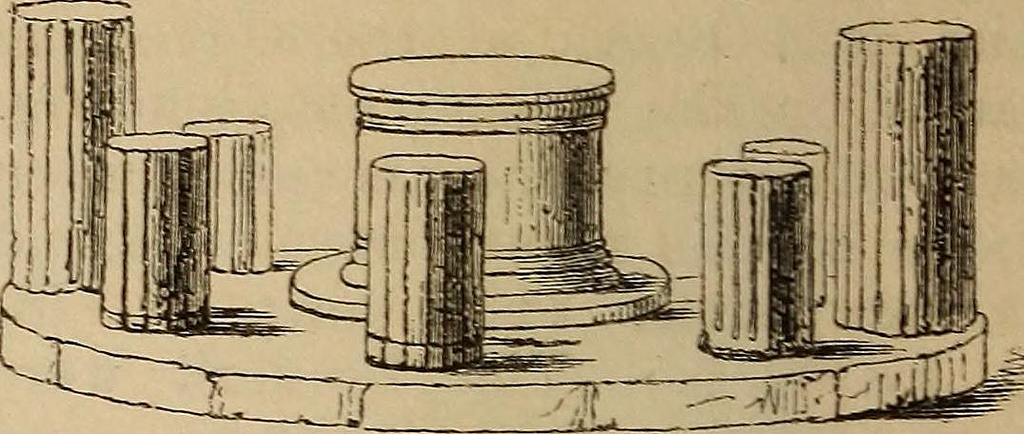
Ricostruzione di un monumento eretto su un bidental

Bidental (o anche fulgur conditum) era il nome con cui era indicato, nell'epoca romana classica, il luogo colpito da un fulmine. Lo stesso nome indica il monumento votivo eretto su tale luogo.

## Descrizione
Tali luoghi (Bidentalia) erano generalmente considerati sacri dai romani, cosa che avveniva già presso gli Etruschi. In essi sono state trovate diverse iscrizioni votive e sepolture di oggetti rituali. Infatti, questi luoghi venivano recintati (saeptum bidental) e all'interno venivano sepolti gli oggetti colpiti dal fulmine, nonché i resti animali dei sacrifici rituali praticati per placare la collera divina. 
I principali autori romani che descrivono l'uso dei Bidentalia sono Seneca e Plinio il Vecchio.

## Casi notevoli
- La statua dell'Ercole "Mastai", nelle vicinanze delle fondamenta di palazzo Orsini Pio Righetti presso Campo de' Fiori, fu ritrovata in un bidental.[2]